# 盘羊
盘羊（学名），古稱羱，又叫大头羊、大角羊，是一种生活在中亚高原上的野生羊，也是体型最大的一种绵羊。为濒危野生动植物种国际贸易公约附录II所列的保护动物。

## 分布
盘羊生活在中亚的众多山脉中，其分布地区从阿尔泰山脉、南西伯利亚、蒙古国、西藏、天山山脉一直到尼泊尔和帕米爾高原，它们可以在7000米的高处生存。
由于狩猎以及家畜的竞争盘羊几乎到处都变少了，在一些地区甚至完全消失了。在中国东北、蒙古部分地区、南西伯利亚、哈萨克斯坦和乌兹别克斯坦大部分地区盘羊已经绝种。在喜马拉雅山脉、内蒙古、西藏大部分地区以及新疆它们今天已经很少了。在俄罗斯的阿尔泰山脉仅有少数生存。
所有亚种的数量均减少，在整个亚洲盘羊的总数估计少于八万头。目前它们最主要的分布地区在塔吉克斯坦、吉尔吉斯斯坦和蒙古部分地区。

## 特征
分布地区东北区域的雄兽肩高可达120厘米，体重可达200千克。西南区域的动物一般小些。
盘羊毛的颜色从淡棕色至白灰色，胸、腹部的颜色浅一些。大多数亚种的雄兽的脖子是白色的。它们没有类似赤羊的鬃毛。
雄性的弯角粗大，长达1米以上，向下扭曲呈螺旋状，外侧有环棱；雌兽的角非常短，而且弯度不大。

## 习性
盘羊是群生动物，其习性与其它野生绵羊一样。在发情期外公羊和母羊各自形成约五至十头羊组成的群。发情期在冬季，这样幼羊可以在春季出生。
盘羊以草和树叶为生。
盘羊的腿比较长，身材比较瘦，与其它野绵羊相比其爬山技巧比较差，因此在逃跑时一般避免逃向太陡峭的山坡。

## 亚种
根据分布地区的不同，可分为9个亚种：
- 指名亚种（Ovis ammon ammon）：南西伯利亚和西蒙古，阿尔泰山脉和薩彥嶺，体型大，角重，颈和体灰棕色，受威胁
- 天山亚种（Ovis ammon karelini）：天山山脉，那灵河以北
- 马可波罗亚种（Ovis ammon polii）：帕米爾高原，体型中等，角极大而且形成一个完整的圆形，其尖端向外，受威胁
- 西藏亚种（Ovis ammon hodgsoni）：西藏高原，喜马拉雅山脉，体型大，角不形成完整的圆形，受威胁
- ：生活在哈萨克斯坦东北，其生活地区与其它亚种隔绝，受威胁
- ：哈萨克斯坦中部和南部，基本上已经灭绝
- 戈壁亚种（Ovis ammon darwini）：戈壁沙漠，蒙古和中国，受威胁
- 华北亚种（Ovis ammon jubata）：内蒙古，受威胁严重
- 阿尔金亚种（Ovis ammon dalailamae）：阿尔金山脉，西藏北部，受威胁
- ：乌兹别克斯坦东北

长期被看作是盘羊和赤羊之间的一个过渡种，但是最新的染色体分析证明它们的确属于盘羊。比如它们与所有盘羊亚种一样有56个染色体。
阿尔金亚种常被看作是西藏亚种的一个孤立群而被分入该亚种。